# Gibitzenhof

Lage der Gemarkung 3423 Gibitzenhof in Nürnberg

Gibitzenhof (nürnbergisch: Giewitznhuf) ist ein Stadtteil  der kreisfreien Stadt Nürnberg. Der Statistische Bezirk 17 wird ebenfalls Gibitzenhof genannt, ebenso gibt es eine Gemarkung Gibitzenhof, die in der Fläche der ehemaligen, am 31. Dezember 1898 aufgelösten Gemeinde Gibitzenhof entspricht.

## Geographie

### Gemarkung
Die Gemarkung Gibitzenhof hat eine Fläche von 13,899 km². Sie ist in 8419 Flurstücke aufgeteilt, die eine durchschnittliche Fläche von 1650,94 m² haben. In ihr liegen die Stadtteile Gibitzenhof, Falkenheim, Gartenstadt, Hasenbuck, Hummelstein, Kettelersiedlung, Lichtenreuth, Rangierbahnhof-Siedlung, Sandreuth und Werderau.

### Nachbarbezirke und -gemarkungen
Benachbarte Stadtteile von Gibitzenhof sind Steinbühl, Rabus, Gartenstadt, Werderau und Sandreuth.

## Geschichte

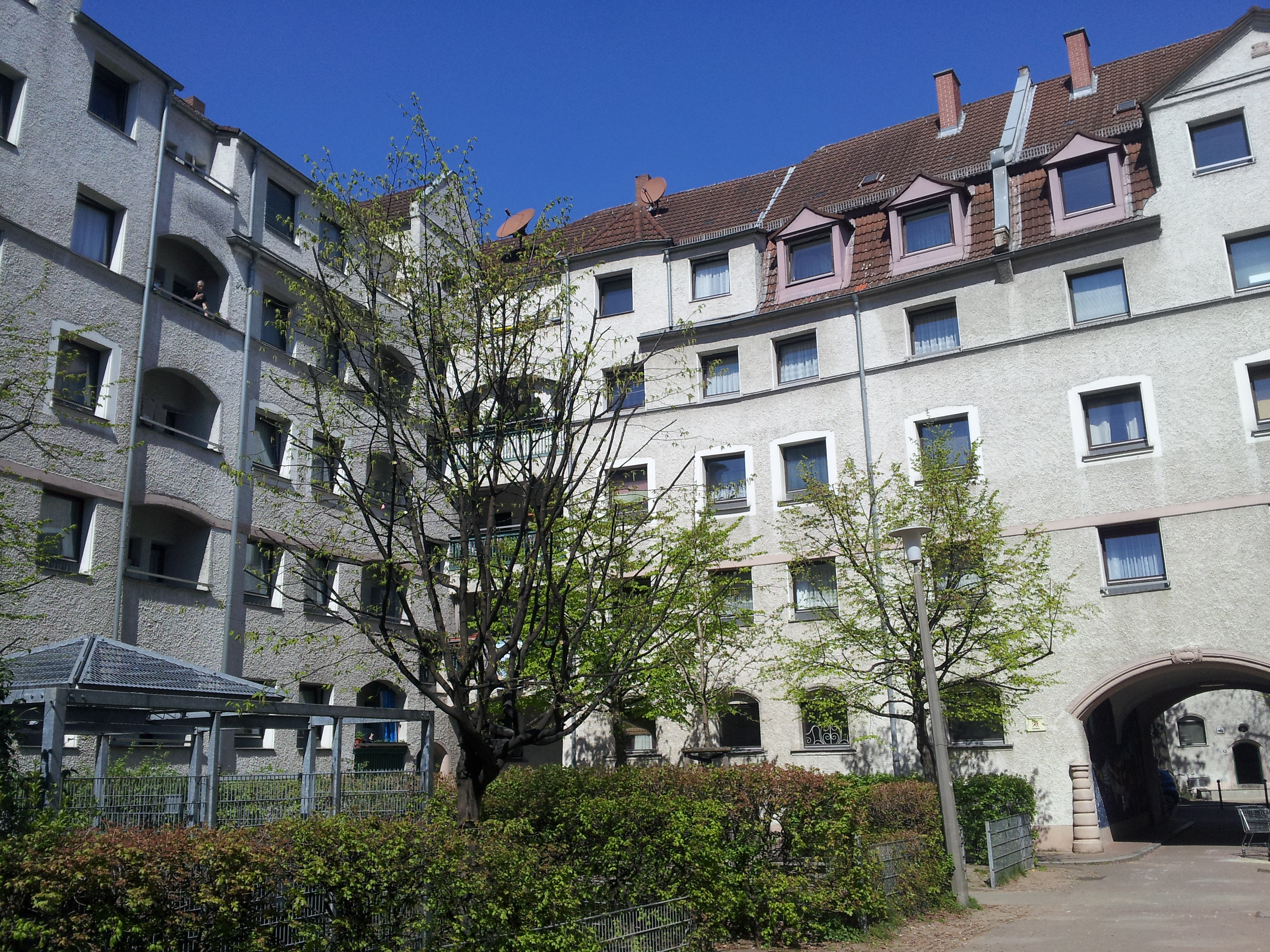
Dianablock

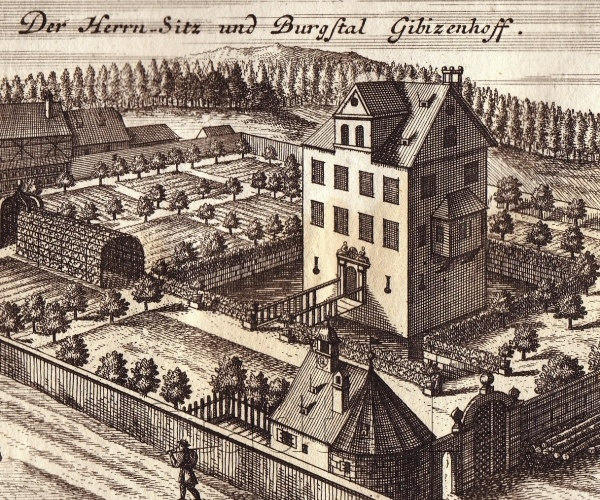
Der Herrensitz 1708

Der Ort wurde 1372 als „Gigitzenhoff“ erstmals urkundlich erwähnt. Das Bestimmungswort des Ortsnamens ist ‚gigitzen‘, einer Intensivbildung von ‚gicken‘ (einen hellen Laut ausstoßen, besonders von Vögeln). Weswegen der Ort so genannt wurde, kann quellenbasiert nicht geklärt werden. Mögliche Gründe können a) eine auf dem Hof betriebene Geflügelzucht sein oder b) eine Übertragung der Eigenschaft auf eine Person als Übername, beispielsweise des damaligen Hofbesitzers.
Grundherren des Gibitzenhofs waren ab 1372 die Waldstromer, ab 1400 Fritz Feierlein, 1422 Seitz Schiller, 1426 Niklas II. Muffel, 1430 Gabriel Tetzel, ab 1455 bis 1955 die Löffelholz von Kolberg. Der Herrensitz Gibitzenhof (heute: Gibitzenhofstraße 146, 170–176) wurde erstmals erwähnt, als er 1455 an die Löffelholz von Kolberg überging.
Im Zweiten Markgrafenkrieg 1552 wurde der Herrensitz niedergebrannt und in der zweiten Hälfte des 16. Jahrhunderts neu aufgebaut. Er war als „Weiherhaus“ bis um 1900 von einem Wassergraben umgeben, der aus dem Vogelweiher bei der heute gleichnamigen Straße gespeist wurde. Das Neue Schloss, durch einen Vorhof mit verschiedenen Ökonomiegebäuden an den alten Bau angebunden, entstand 1752 in Barockformen. Am Ende des Zweiten Weltkrieges wurde die Anlage durch britische Luftangriffe vollständig zerstört, die Ruinen wurden bis auf kleinste Reste abgetragen.
Gegen Ende des 18. Jahrhunderts bestand Gibitzenhof aus 17 Anwesen (1 Schloss, 14 Güter, 1 Wirtshaus, 1 Beckenhaus) und 1 Gemeindehirtenhaus. Das Hochgericht übte die Reichsstadt Nürnberg aus, was aber von den brandenburg-ansbachischen Ämtern Schwabach und Burgthann bestritten wurde. Die Dorf- und Gemeindeherrschaft sowie die Grundherrschaft über sämtliche Anwesen hatte der Nürnberger Eigenherr von Löffelholz.
Von 1797 bis 1808 unterstand Gibitzenhof dem Justiz- und Kammeramt Schwabach. Im Rahmen des Gemeindeedikts wurde der Ort dem 1808 gebildeten Steuerdistrikt Galgenhof und der im selben Jahr gebildeten Ruralgemeinde Galgenhof zugewiesen. Diese war in Verwaltung und Gerichtsbarkeit dem Landgericht Nürnberg zugeordnet und in der Finanzverwaltung dem Rentamt Fürth. In der freiwilligen Gerichtsbarkeit unterstanden 19 Anwesen von 1825 bis 1835 dem Patrimonialgericht Gibitzenhof. 1825 wurde Galgenhof nach Nürnberg eingemeindet, so dass 1826 die Ruralgemeinde nach Gibitzenhof umbenannt wurde, zu der die verbleibenden Orte Hummelstein, Lichtenhof und Sandreuth zählten. Ab 1862 gehörte Gibitzenhof zum Bezirksamt Nürnberg. Die Gerichtsbarkeit liegt seit 1879 beim Amtsgericht Nürnberg. Die Finanzverwaltung wurde 1871 vom Rentamt Nürnberg (1919 in Finanzamt Nürnberg umbenannt) übernommen. Die Gemeinde hatte 1888 eine Gebietsfläche von 2,783 km².
Die Industrialisierung begann erst, nachdem sich Sigmund Schuckert mit seinem Werk (Siemens-Schuckertwerke) und später die MAN in der Nähe des Dorfes niedergelassen hatten. Gibitzenhof gehörte zur Jahrhundertwende zu den am schnellsten wachsenden Stadtvierteln. Die Einwohnerschaft verzehnfachte sich zwischen 1871 und 1900 fast von 943 auf 9004. Nach der Eingemeindung am 1. Januar 1899 stieg die Einwohnerzahl bis 1910 auf über 30.300 an. Noch vor dem Ersten Weltkrieg entstanden Fabrikanlagen an der Ulmen-/Voltastraße, Diana-/Löffelholzstraße und an der Nopitschstraße. Die starke Bautätigkeit im Süden von Gibitzenhof, ebenso die 1908/09 errichtete Wohnanlage Dianastraße standen in engem Zusammenhang mit der Ansiedlung der MAN nach 1899 entlang der Frankenstraße. Aufgrund der rasch steigenden Schülerzahlen wurde zwischen 1901 und 1905 das Schulhaus an der Gibitzenhofstraße neu erbaut und bereits 1910/11 entstand das Herschelschulhaus mit 45 Schulzimmern und zwei Turnhallen.

### Gegenwart
Verkehrszentrum ist der Dianaplatz mit dem anliegenden Dianablock, einem Konglomerat von Wohnhäusern, das ein interessantes Besiedelungskonzept aus der Zeit der Weimarer Republik darstellt. Besonders die Firma MAN hat stark zum Ausbau des Viertels Gibitzenhof beigetragen, indem Wohnhäuser für die Arbeiterschaft finanziert wurden. Anfang des 20. Jahrhunderts wurde das Viertel zu einer Hochburg der Sozialdemokratie. Die uneinheitliche Bebauung erklärt sich aus der starken Zerstörung durch britische Luftangriffe auf die dicht besiedelten Wohngebiete während des Zweiten Weltkrieges.

### Einwohnerentwicklung
Gemeinde Gibitzenhof (bis 1826 Gemeinde Galgenhof)
| Jahr      | 1818   | 1840   | 1852   | 1855   | 1861   | 1867   | 1871   | 1875   | 1880   | 1885   | 1890   | 1895   | 1900   |
| Einwohner | 715    | 438    | 496    | 464    | 517    | 767    | 943    | 2112   | 2951   | 3425   | 4118   | 5077   | 9004   |
| Häuser    | 77     | 58     |        |        |        |        | 88     |        |        | 217    | 244    |        | 406    |
| Quelle    | [ 18 ] | [ 19 ] | [ 13 ] | [ 13 ] | [ 20 ] | [ 21 ] | [ 22 ] | [ 23 ] | [ 24 ] | [ 12 ] | [ 25 ] | [ 13 ] | [ 14 ] |

Ort Gibitzenhof
| Jahr      | 001818 | 001824 | 001836 | 001840 | 001861 | 001871 | 001885 | 001910 |
| Einwohner | 180    | 198    | 182    | 194    | 180    | 302    | 658    | 7937   |
| Häuser    | 22     | 15     | 26     | 29     |        |        | 51     |        |
| Quelle    | [ 18 ] | [ 10 ] | [ 26 ] | [ 19 ] | [ 20 ] | [ 22 ] | [ 12 ] | [ 27 ] |

## Religion
Gibitzenhof ist seit der Reformation evangelisch-lutherisch geprägt und war ursprünglich nach St. Laurentius (Altdorf bei Nürnberg) gepfarrt, ab der ersten Hälfte des 19. Jahrhunderts war die Pfarrei St. Leonhard (Nürnberg) zuständig. aktuell ist es die Pfarrei St. Markus (Nürnberg). Die Einwohner römisch-katholischer Konfession sind nach St. Ludwig (Nürnberg) gepfarrt.

## Kultur und Sehenswürdigkeiten

### Kulturelles Leben
Im Hubertussaal, einem Jugendstilsaal in der Dianastraße 28, werden neben regelmäßigen Theateraufführungen – das Gostner Hoftheater hat dort eine zweite feste Spielstätte – Kleinkunst, Konzerte und Musicals geboten.

### Bauwerke
Durch die überwiegend britischen Luftangriffe des Zweiten Weltkrieges wurden der größte Teil des mittelalterlichen Gibitzenhof, die Bauten aus der wilhelminischen Zeit und auch die St.-Markus-Kirche von 1914 zerstört. Nur vereinzelt sind noch Spuren aus der Vorkriegszeit zu finden.
Die historistische Wohnanlage Dianastraße 26–66 mit Innenhöfen und Tordurchfahrten und dem Hubertussaal wurde ab 1908 nach Planung von Ludwig Ruff errichtet. Sehenswert ist auch das im barockisierenden Heimatstil errichtete Gebäude Dianastraße 16, ein Wohn- und Geschäftshaus, ehemals mit Apotheke in Ecklage von 1914/15.
In der Meisenstraße haben einige Nebengebäude des Löffelholzschen Herrensitzes und des alten Dorfes den Luftangriff von 1945 überstanden. In der kleinen Grünfläche sind noch vereinzelte Überreste der Schlossanlage zu finden.

## Wirtschaft und Infrastruktur

### Verkehr
Gibitzenhof wird von West nach Ost durch die Ringstraße (B 4 R) erschlossen und im Westen vom Frankenschnellweg tangiert, die sich beide an der Anschlussstelle Nürnberg-Südring westlich des Dianaplatzes kreuzen. An öffentlichen Verkehrsmitteln verkehren die Straßenbahnlinien 4 + 11 sowie die Stadtbuslinien 58, 65 und 68.
| Linie               | Verlauf | Takt                                       |
| ------------------- | --- | ------------------------------------------ |
| Straßenbahnlinie 4  | Gibitzenhof – Dianaplatz – Alemannenstraße – Brehmstraße – Landgrabenstraße – Steinbühl – Kohlenhof – Plärrer – Obere Turnstraße – Hallertor – Tiergärtnertor – Friedrich-Ebert-Platz – Juvenellstraße – Bucher Straße/Nordring – Thon – Cuxhavener Straße – Schleswiger Straße – Bamberger Straße – Am Wegfeld Stand: Fahrplanwechsel Dezember 2024 | 10 min (werktags) 20 min (sonn-/feiertags) |
| Straßenbahnlinie 11 | Tiergarten – Siedlerstraße – Balthasar-Neumann-Straße – Mögeldorf – Lechnerstraße – Business Tower – Marthastraße – Norikerstraße – Dürrenhof – Marientunnel – Hauptbahnhof – Celtisplatz – Aufseßplatz – Christuskirche – Heynestraße – Brehmstraße – Alemannenstraße – Dianaplatz – Gibitzenhof Stand: Fahrplanwechsel Dezember 2024               | 10 min (werktags) 20 min (sonn-/feiertags) |

### Ansässige Unternehmen
- MAN, Siemens (ehemalige Schuckert-Werke)

### Bildung
- Friedrich-Wilhelm-Herschel-Grundschule, Herschelplatz 1
- Sigena-Gymnasium, Gibitzenhofstraße 135
- Pirckheimer-Gymnasium, Gibitzenhofstraße 151